# 高雄市文武聖殿
22°37′46″N 120°16′54″E / 22.6294869°N 120.2815319°E
高雄文武聖殿，俗稱鹽埕埔聖帝廟，是高雄市知名的關帝廟，也是著名的「澎湖廟」。位於鹽埕區富野路170號，主奉文衡聖帝（武聖關公）與至聖先師（文聖孔子）。

## 歷史沿革

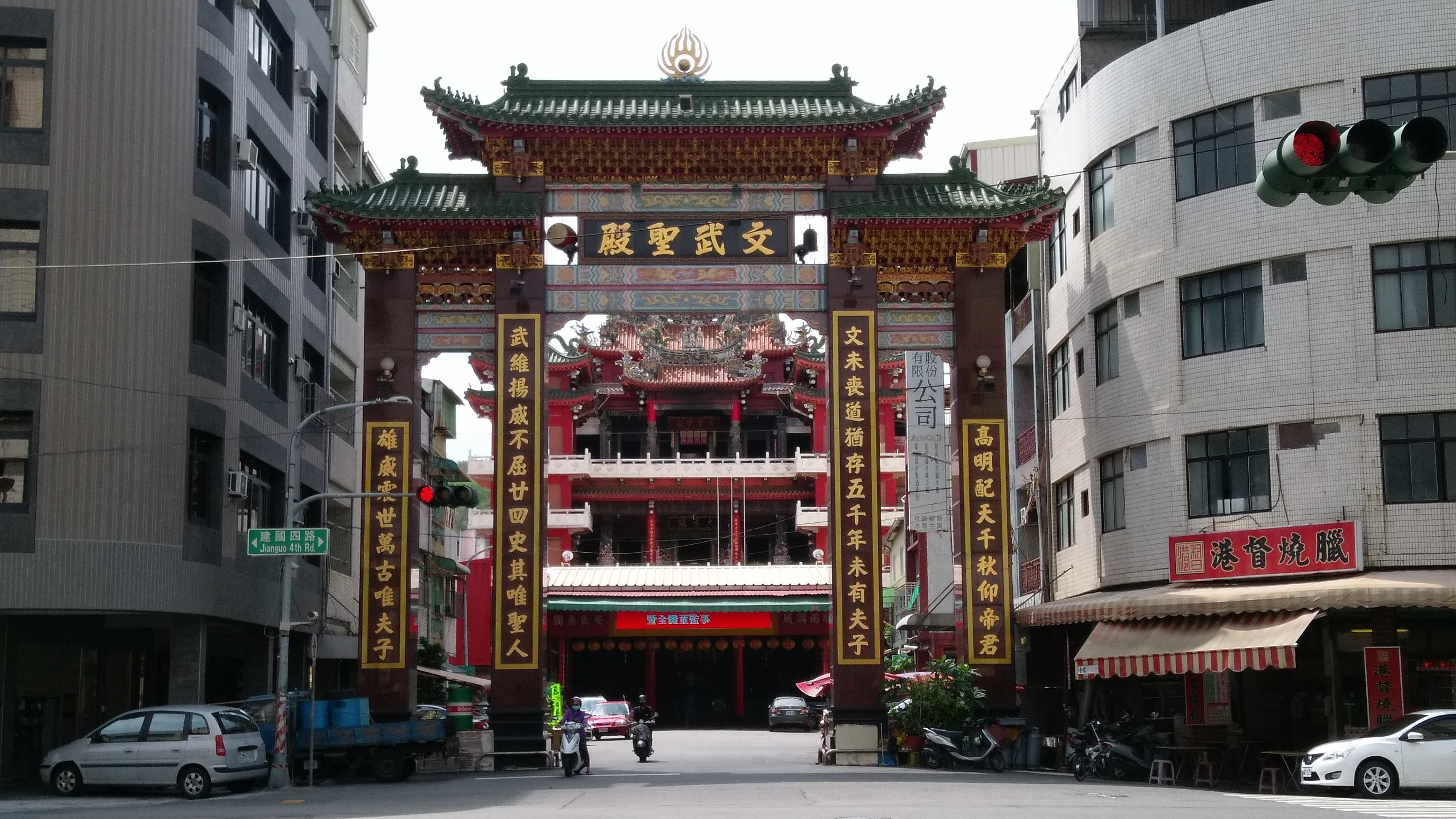
牌樓正面

### 日治時期
- 大正10年（1921年），農曆6月24日，信眾奉請澎湖紅木埕武聖廟文衡聖帝神像來台灣島輪祀。

- 大正14年（1925年），信眾日增，為了便利信徒，於是遂租屋奉祀文衡聖帝，並成立｢鼓善社修德宣講堂｣，佈道行善。

- 昭和2年（1927年），信眾購屋三棟，改建為殿，稱「武聖殿」。

- 昭和6年（1931年），日本政府鑑於文衡聖帝信徒眾多，即於11月允准武聖殿辦理登記備案，同時成立廟宇管理委員會；是此，該廟是少數免於皇民化運動所影響的廟宇。[2]

### 民國時期

民國四十年代的文武聖殿，廟簷採唐破風之建築，頗有日式神社的風格(照片翻拍自文武聖殿一樓辦公室前)

- 民國39年（1950年），因該廟香火鼎盛，原廟不敷參拜，信徒於是決議覓地重建廟宇，並合祀文武二聖。

- 民國45年（1956年）新廟建廟完成，因合祀文武二聖，遂更改廟名為｢文武聖殿｣。

- 民國50年（1961年），該廟為加強管理，配合政府宣導，將管理委員會改制成財團法人，由政府協助監督廟宇的運作及善款之利用。

- 民國62年（1973年），該廟為配合都市發展及因應祭祀場所已不夠信眾使用之情形，遂於成立文武聖殿重建委員會。

- 民國69年（1980年）6月19日竣工，亦為現今之廟況。[3]

- 民國107年(2018年)，該廟鑑於開基神像年代久遠且逾百年歷史，若再參予迎神賽會恐會傷及神尊本體，故經廟方擲公筊請示聖帝祖，由聖帝祖同意開光副尊神像，並擇於民國108年(2019)國歷1月14日進行開光大典。

## 祀神

### 正殿
- 主祀 - 文衡聖帝

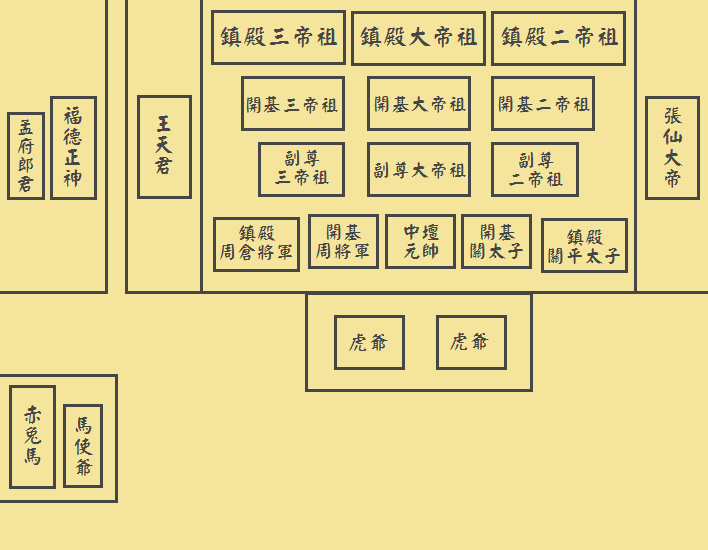
文武聖殿一樓正殿平面簡圖

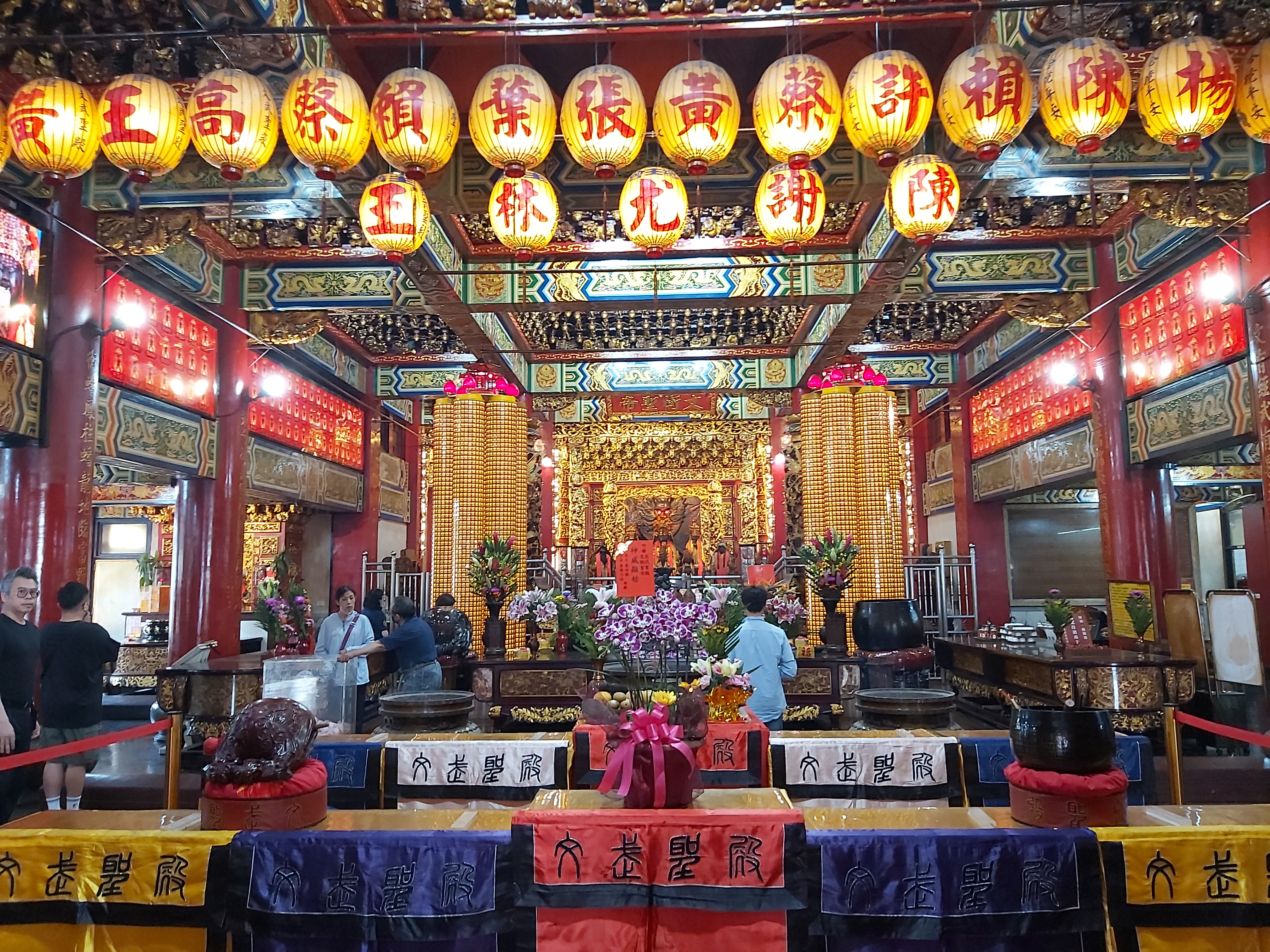
文武聖殿一樓正殿室內

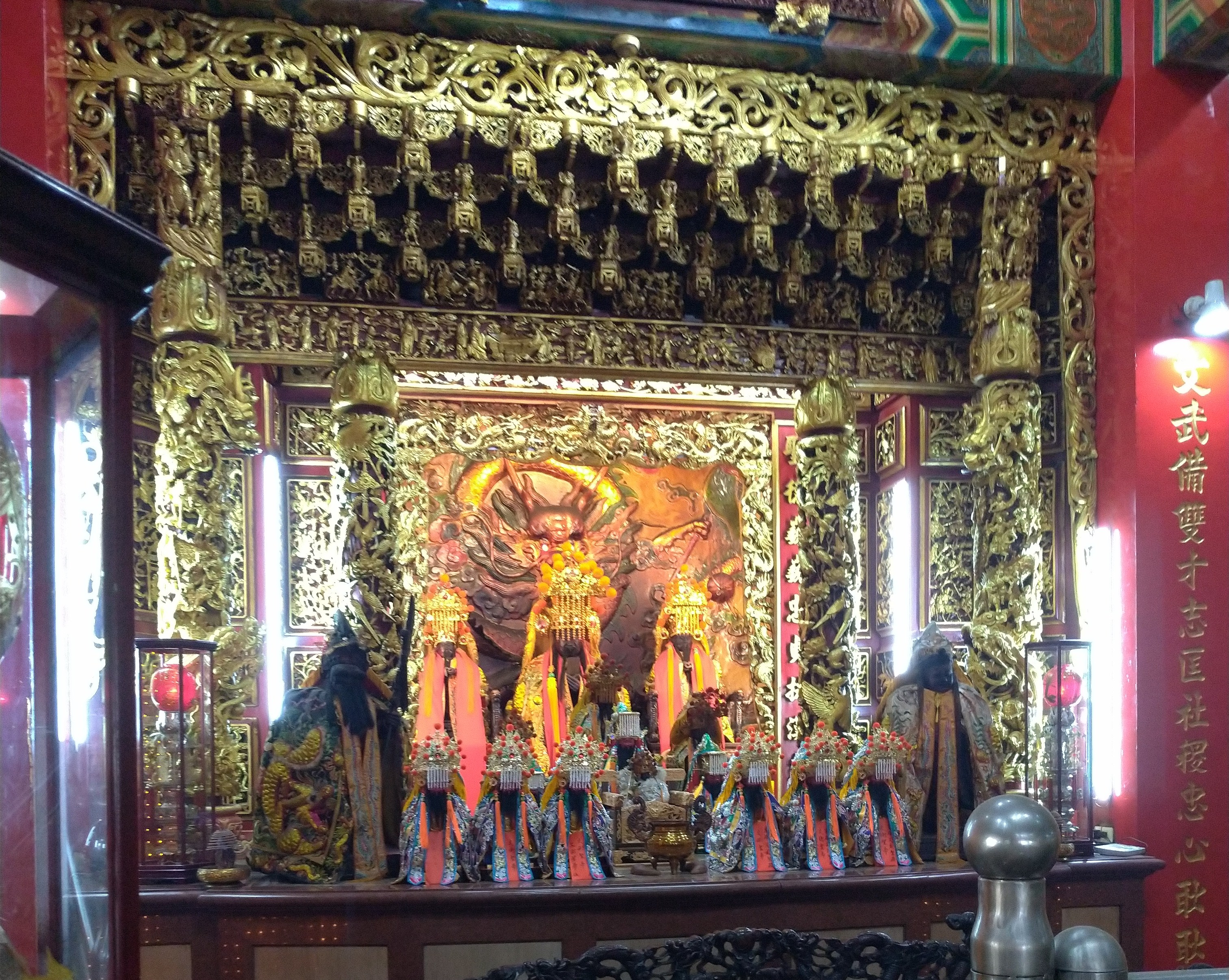
文武聖殿文衡聖帝神像，當中開基聖帝祖神像已有逾百年之歷史。

- 陪祀 - 關平、周倉、中壇元帥、張仙大帝、王天君、福德正神、孟府郎君、赤兔馬、馬使爺、虎爺將軍。

該廟信眾多稱呼文衡聖帝為｢聖帝祖｣。該廟有分大、二、三聖帝，最後一排分別是鎮殿大、二、三帝祖，中間一排則是開基大、二、三帝祖。最前排三尊聖帝分別是副尊大、二、三帝祖。
茲因廟方考量開基文衡聖帝神像來臺將逾百年，倘持參與迎神慶典，恐將損及神像，經廟方擲公筊請示，該廟文衡聖帝擇於民國108年1月14日，開光副尊神像，以代開基神像之勞。
正殿案桌下供奉兩尊虎爺將軍。該廟的虎爺將軍素有咬瘟去疾之盛名，許多信眾自身或親友患有疾病而久病難醫者，往往會前去神案底下祈求兩位虎爺將軍，希望虎爺將軍可以咬去病患的疾病，使得病患在求醫治療的過程中，能順利康復。

文武聖殿虎爺神像，至於正殿案桌底下，許多信眾專程向虎爺將軍祈求身體健康及平安。

正殿龍邊神龕奉祀張仙大帝，張仙大帝為送子之神，於關聖帝君桃園明聖經中記載為關公之從祀神。該廟張仙大帝神像雙手一手持弓、一手持彈丸，相傳為孩童驅逐天狗的守護神。因此有眾多希望順利懷胎、祈求孩子平安長大的信眾，會前來向張仙大帝祈禱平安。
正殿虎邊神龕奉祀王天君，王天君為道教監法神，於關聖帝君桃園明聖經中記載為關公之從祀神。該廟王天君神像左手撚訣、右手擲鞭，眉間豎開天眼震，洞悉天地、剎人間歹念之心。
正殿西側神龕奉祀孟府郎君，該廟早年闢有南管社｢振雲堂｣，孟府郎君為南管樂團的祖師爺，故該廟亦供奉孟府郎君，與福德正神同祀於西側神龕。

### 大成殿
- 主祀 -  大成至聖先師

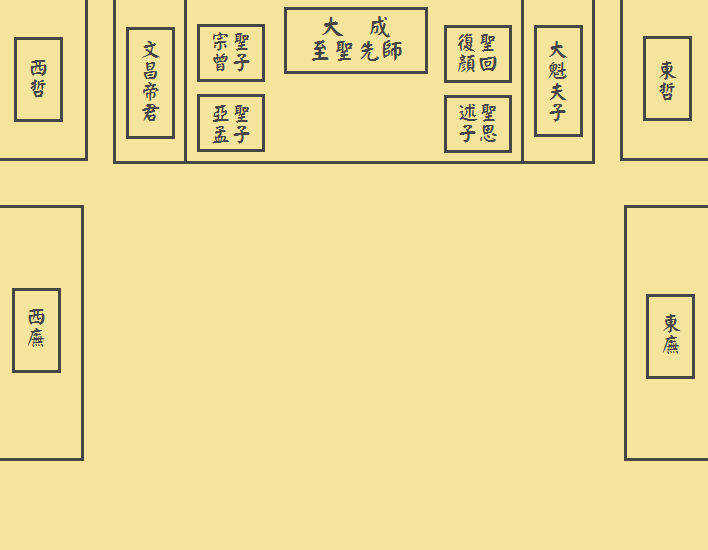
文武聖殿三樓大成殿平面簡圖

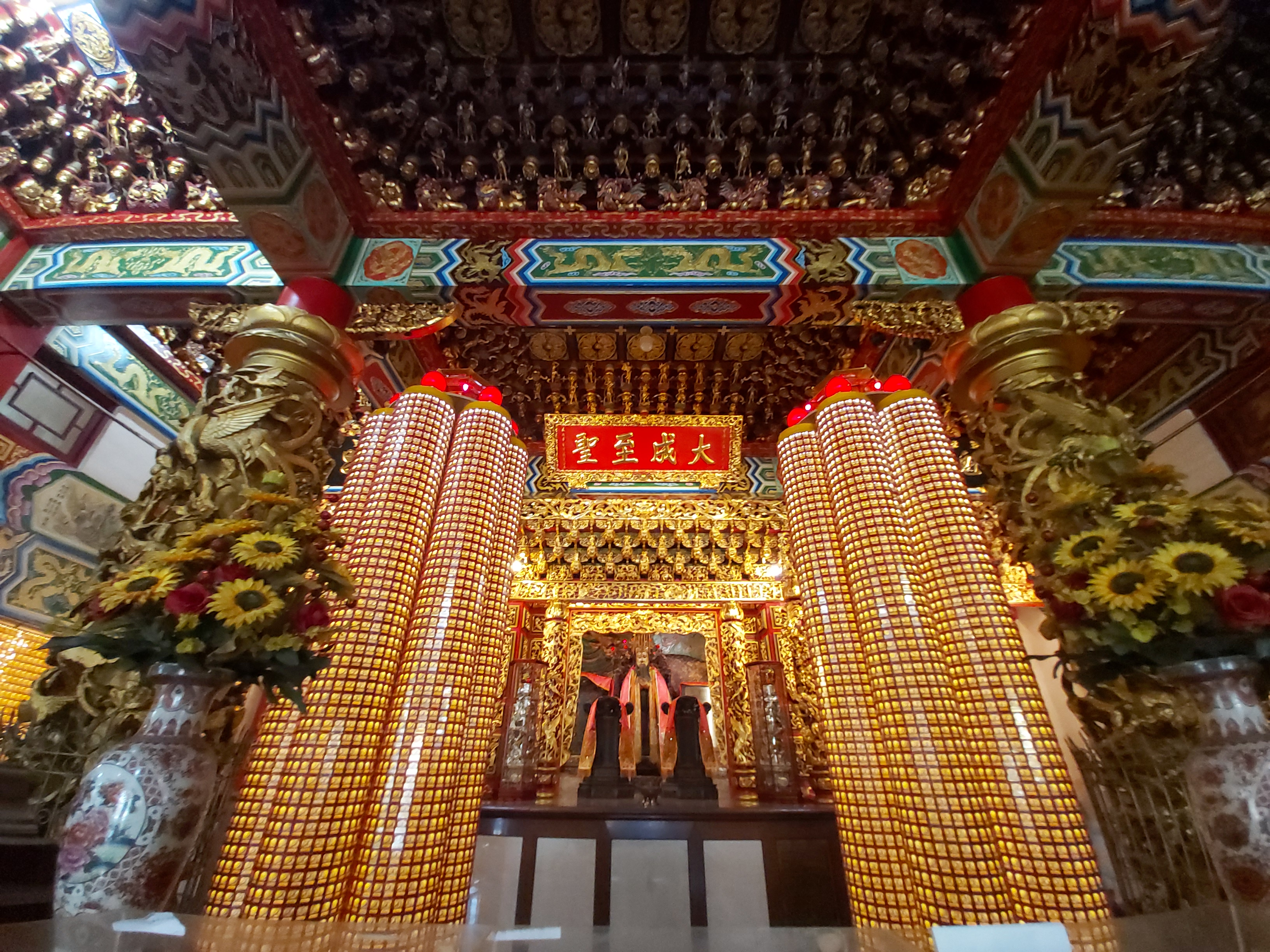
大成殿至聖先師孔子神龕

- 陪祀 -  四聖(復聖顏回、宗聖曾子、述聖子思、亞聖孟子)、大魁夫子、文昌帝君、東 西哲廡。

　   * 東哲 
奉祀閔損(子騫)、冉雍(仲弓)、端木賜(子貢)、仲由(子路)、卜商(子夏)、有若(有子)之神位。
　　* 西哲
奉祀冉耕(伯牛)、宰予(子我)、冉求(子有)、言偃(子遊)、顓孫師(子張)、朱熹(元晦)之神位。
　　* 東廡
三十八先賢：
公孫僑、林放、原憲、南宮适、商瞿、漆雕開、司馬耕、梁鱣、冉儒、伯虔、冉季、漆雕徒父、漆雕哆、公西赤、任不齊、公良儒、公肩定、鄡單、罕父黑、榮旂、左人郢、鄭國、原亢、廉潔、叔仲會、公西輿如、邽巽、陳亢、邵雍、琴張、步叔乘、秦非、顏噲、顏何、牧皮、縣亶、樂正克、萬章、周敦頤、程顥之神位。    三十五先儒：
公羊高、伏勝、毛亨、孔安國、鄭玄、范甯、陸贄、范仲淹、歐陽修、司馬光、謝良佐、羅從彥、李綱、張栻、陸九淵、黃榦、輔廣、真德秀、何基、文天祥、金履祥、許衡、陳澔、方孝儒、薛瑄、胡居仁、羅欽順、呂柟、劉宗周、黃道周、張履祥、陸隴其、黃宗羲、顏元、李顒之神位。
　　* 西廡
三十九先賢：
蘧瑗、澹臺滅明、宓不齊、公冶長、公皙哀、高柴、樊須、商澤、巫馬施、顏辛、曹卹、公孫龍、秦商、顏高、壤駟赤、石作蜀、公夏首、后處、奚容箴、顏祖、勾井疆、秦祖、縣成、公祖句茲、燕伋、樂欬、狄黑、孔忠、公西葴、顏之僕、施之常、申棖、左邱明、秦冉、公明儀、公都子、公孫丑、張載、程頤之神位。    四十先儒：
穀梁赤、高堂生、董仲舒、毛萇、劉德、后蒼、諸葛亮、王通、韓愈、胡瑗、韓琦、楊時、尹焞、胡安國、李侗、呂祖謙、袁燮、陳淳、蔡沈、魏了翁、王柏、陸秀夫、趙復、吳澄、許謙、曹端、陳獻章、蔡清、王守仁、呂坤、孫奇逢、湯斌、張伯行、許慎、王夫之、游酢、陸世儀、顧炎武、李塨、杜子春之神位

### 太歲殿
- 奉祀太歲星君，並提供信眾安太歲服務。

### 凌霄寶殿
- 主祀 - 玉皇上帝

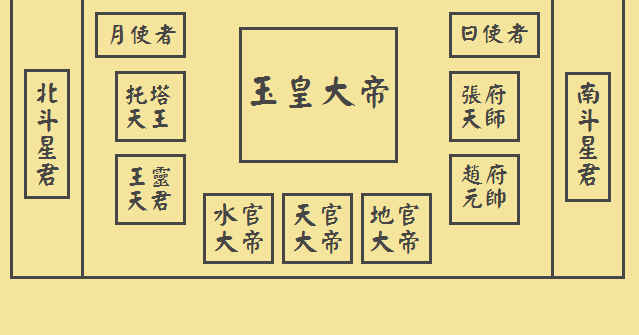
文武聖殿五樓凌霄寶殿平面簡圖

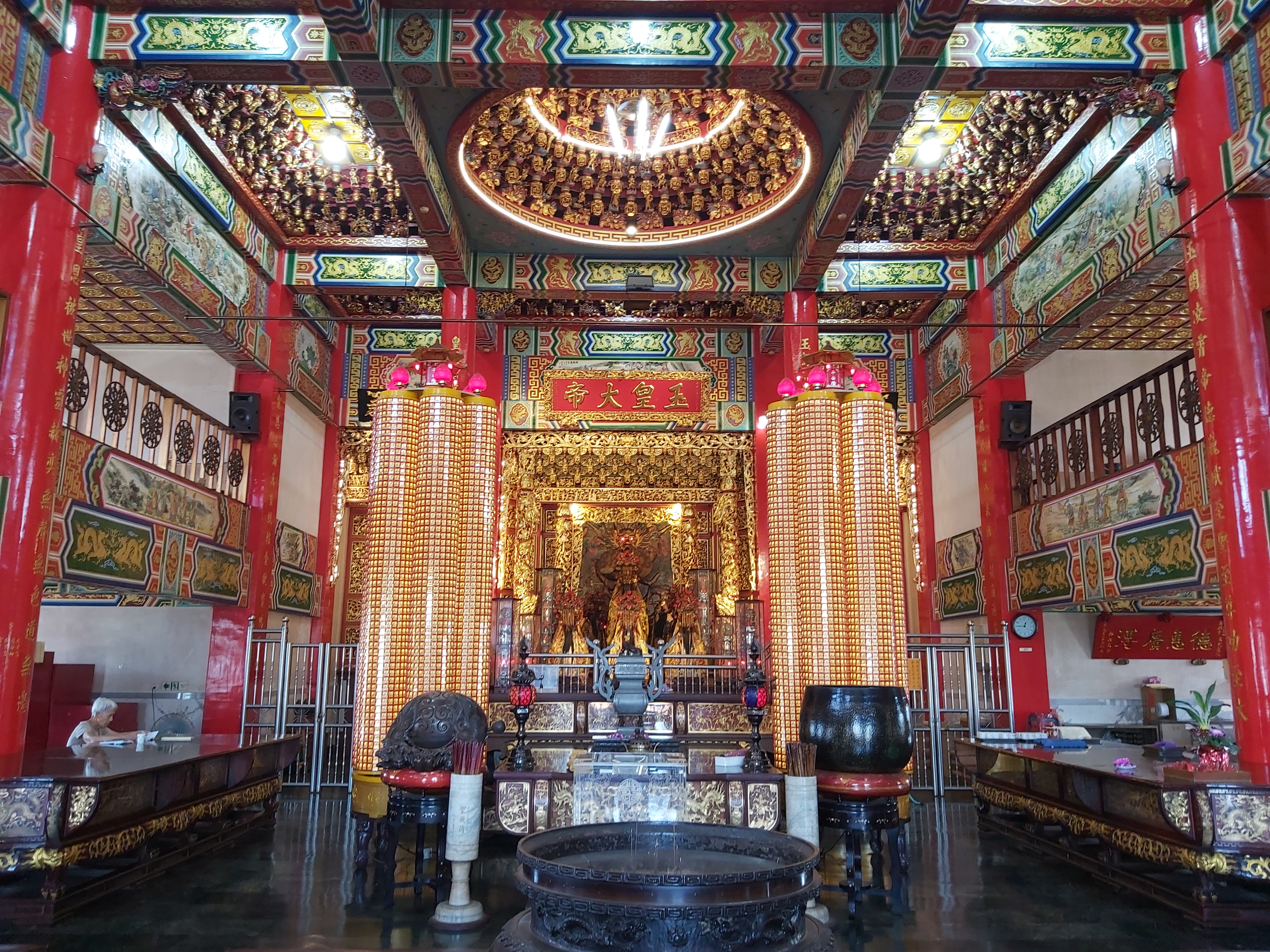
文武聖殿五樓凌霄寶殿室內

- 陪祀 - 三官大帝、四大天王(王靈天君、托塔天王、趙府元帥、張府天師)、南斗星君、北斗星君、日月使者

## 建築
文武聖殿坐落於鹽埕區富野路底，早期為高雄市最熱鬧的地區，廟宇建築坐北朝南，廟前望向愛河河堤，廟後則有壽山為屏，依山傍水坐落雄州。

### 牌樓

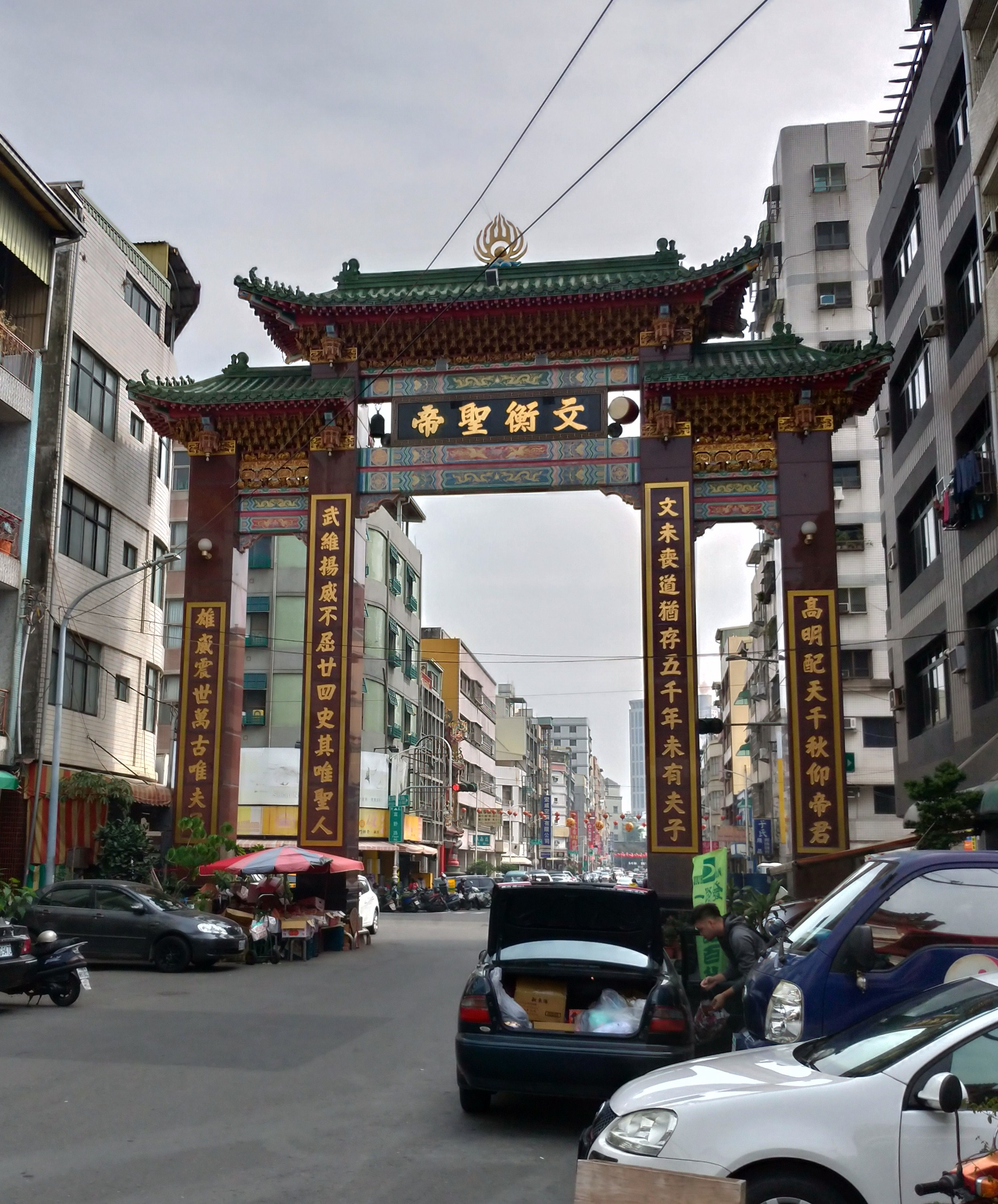
文武聖殿牌樓之背面，上面刻有文衡聖帝四字，莊嚴而端正。

該廟原牌樓建於民國63年10月，因年久失修遂於民國80年5月整修成現貌。新牌樓為四柱三間三樓式。牌樓最上層屋頂中央脊飾以火珠、屋瓦採以綠色琉璃瓦垂椎脊置有五獸，大楣上額書｢文武聖殿｣四字，背面額書｢文衡聖帝｣。廟額昨又懸掛晨鐘暮鼓，牌樓四柱個題有對聯。

### 廟體建築
文武聖殿歷經三次改建，現今建築採｢華南式｣廟宇，樓高五層。三川殿及正殿之屋脊均為｢歇山頂｣，鋪設黃色琉璃瓦，三川殿之正脊是｢雙龍護三仙｣，正殿之正脊則是有｢雙龍護塔｣。
兩殿正脊左右均有｢元帥帶騎｣之剪黏，脊堵內為｢八仙過海｣，垂脊上捲草剪黏裝飾，牌頭為忠孝節義故事之剪黏。正脊兩旁左右脊為｢元帥騎龍｣剪黏，簷角上方各有｢將軍乘鳳｣之剪黏裝飾。
三川殿左右建有鐘樓及鼓樓，屋脊為｢四角攢尖頂｣，其頂鋪設綠色琉璃瓦，頂上則為｢七層寶塔｣，垂脊上置有五獸聽道。

### 內部建築
- 一樓 - 正殿

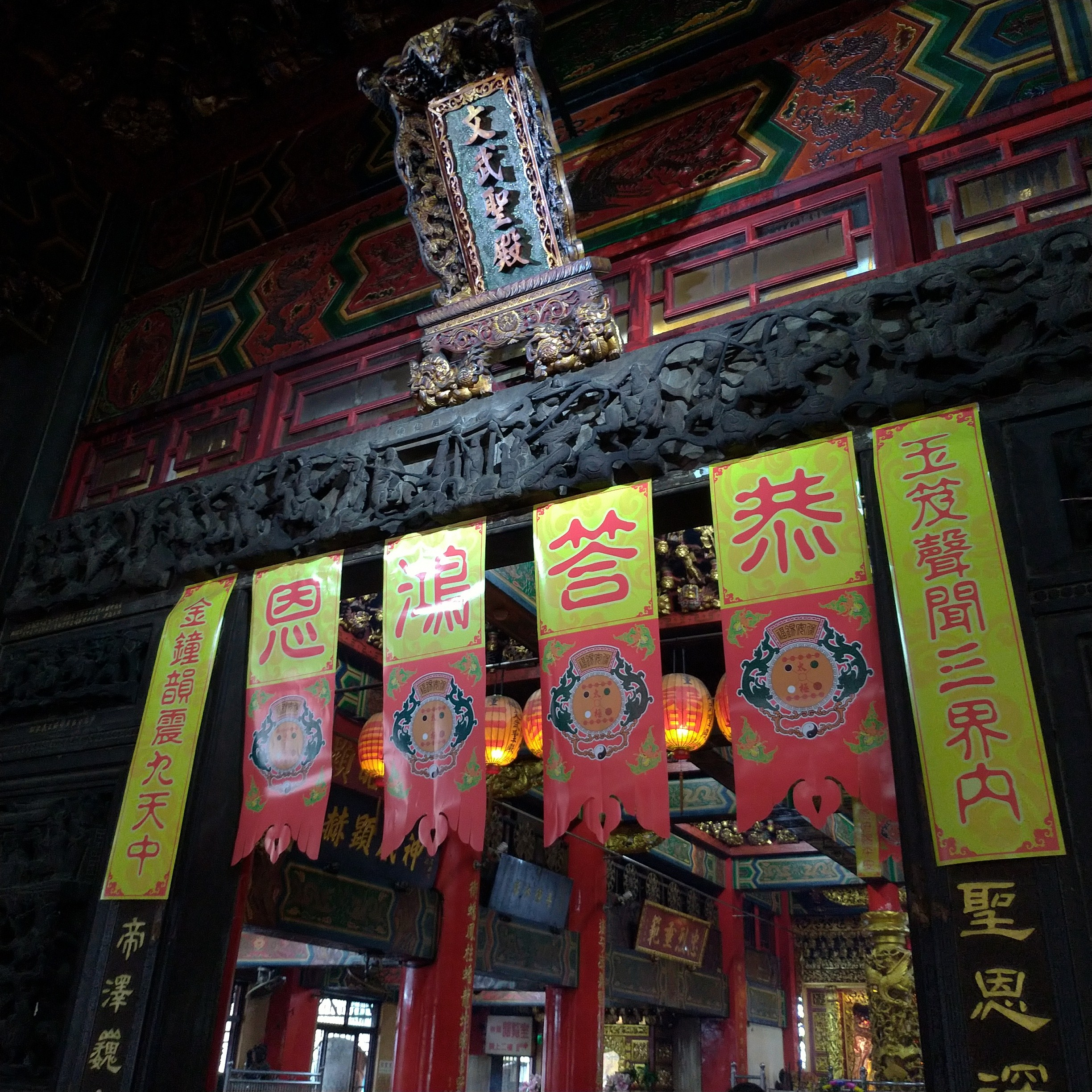
文武聖殿廟匾，從民國四十五年至今，已逾一甲子歷史

一樓正殿主祀文衡聖帝，廟前中央設有御路，御路之上石雕九條蟠龍。正面壁堵為石雕｢麒麟堵｣，採透雕方式，分別雕刻獅、豹、虎、象等石雕。正殿採三川五門，中門兩側雕有石鼓一對，門楣上懸有｢文武聖殿｣直書廟額。該廟特色為其門扇，有別於傳統廟宇雕繪門神，該廟以｢門釘｣適之。
進入殿內頂棚建構方形藻井，橫樑間以歷粉貼金方式彩繪龍鳳圖。中央神龕以木雕為主，其龕楣是以九龍為主題的透雕花罩，又稱｢九龍楣｣。龕楣上方以花籃吊筒構成斗栱網目。隔屏前立有｢百鳥朝鳳浮雕柱｣雕工之精細為建築一大特色。正殿神像後為泥塑金龍壁，龍目注視廟前，栩栩如生。
- 三樓 - 大成殿

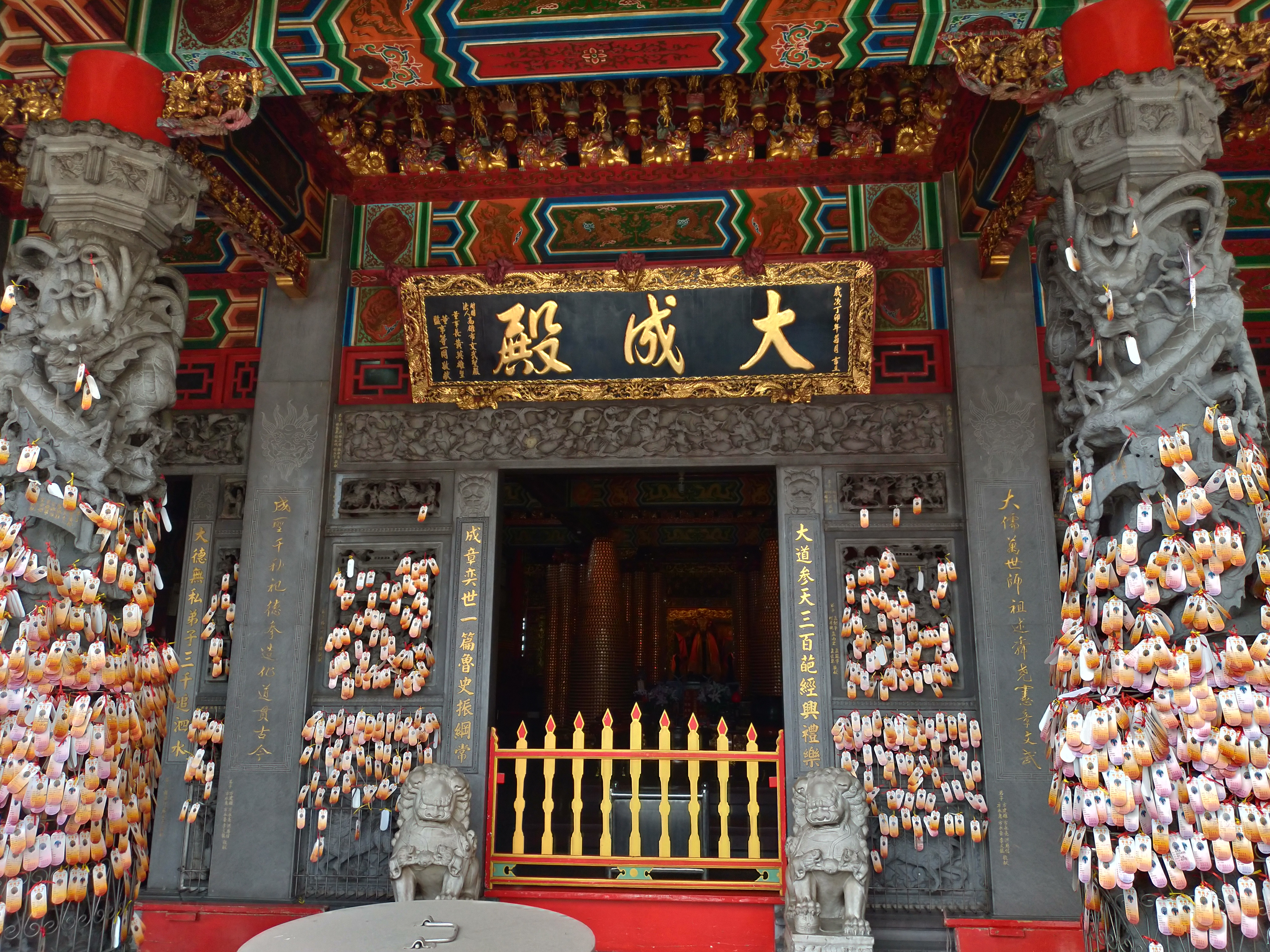
大成殿，殿前石柱被考生繫上滿祈願卡，祝禱能夠金榜題名。

三樓大成殿主祀至聖先師，步口前建構成騎樓式，步口有石雕龍柱一對，正面堵壁為｢麒麟堵｣，與左右之｢龍虎堵｣對看。中門置有白色大理石獅一對，門楣上懸｢大成殿｣廟額，門扇則遵循孔廟古禮，以｢門釘｣裝飾。
進入殿內，天頂、橫樑彩繪與一樓相同，神龕後方泥塑有｢麒麟步雲圖｣。大成殿東西兩廂供奉東哲東廡、西哲西五神位，可謂集歷朝代聖人碩儒唯一堂神光濟濟、文昌匯聚。大成殿東南方及西南方各有兩閣為魁星閣與文昌閣，為大成殿魁星夫子與文昌帝君原本奉祀之處所，後被廟方移請到大成殿左右神龕，魁星與文昌兩閣現今則不對外開放。
- 四樓 - 太歲殿、樂府閣

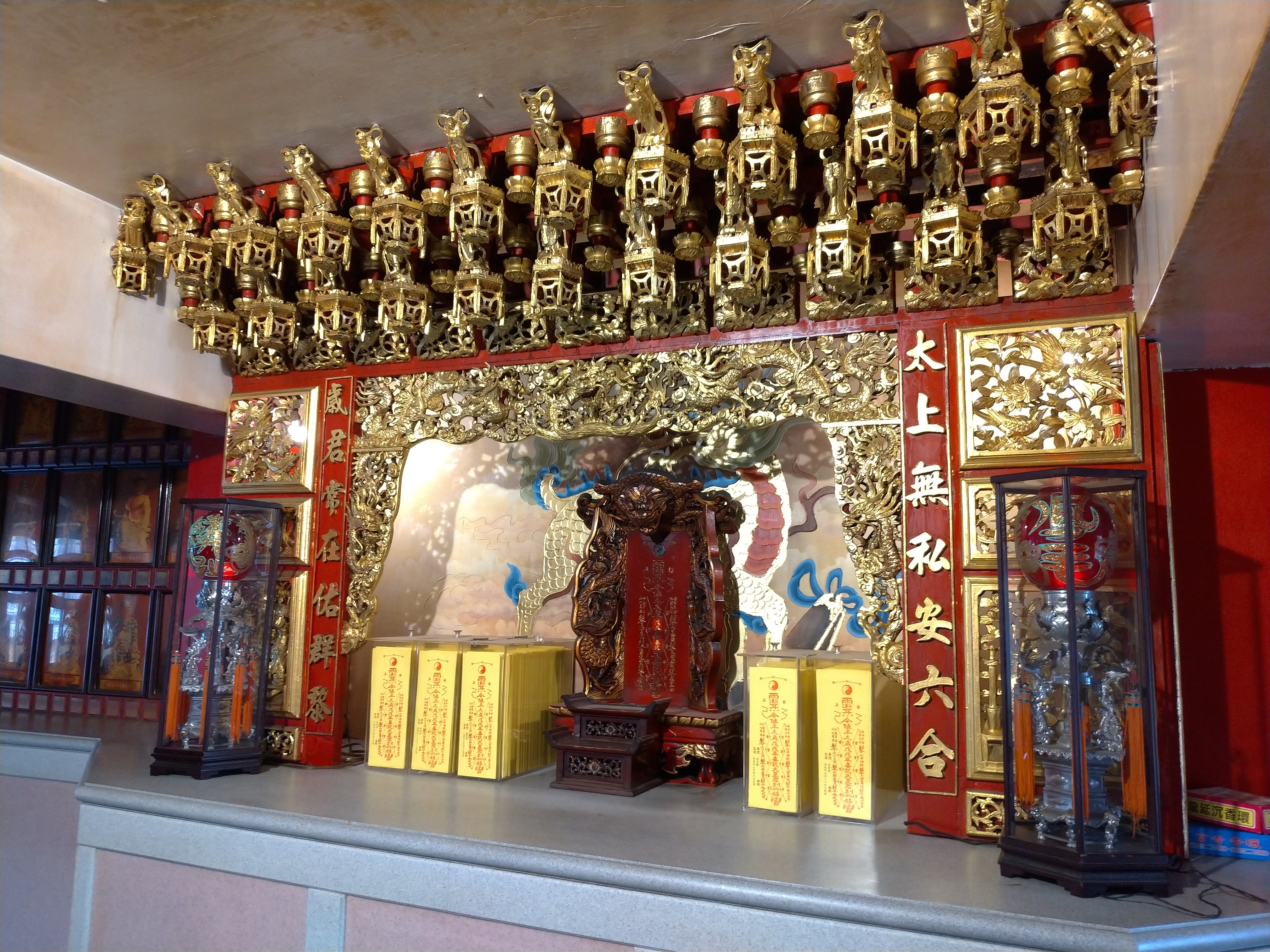
太歲殿龕楣為｢五龍罩｣，雕工十分精緻。

四樓東側為太歲殿，太歲殿奉祀六十甲子太歲，該殿神龕以木雕花籃吊筒貼金構成，龕楣為｢五龍罩｣，太歲星君牌位後繪有｢麒麟步雲圖｣，中央神龕左右各鑲繪有六十甲子太歲聖像。
四樓西側為樂府閣，為該廟聖樂團練習演奏之處所，樂府閣之前方放置有一案桌，於其上供奉香客未迎回之客神神尊。原該案桌之主位欲奉請正殿與福德正神同龕的孟府郎君就座，亦以再任孟府郎君為聖樂團之祖師爺，但嗣後孟府郎君仍擇於原處所，與福德正神同龕，也成為該廟的一段趣談。
- 五樓 - 凌霄寶殿

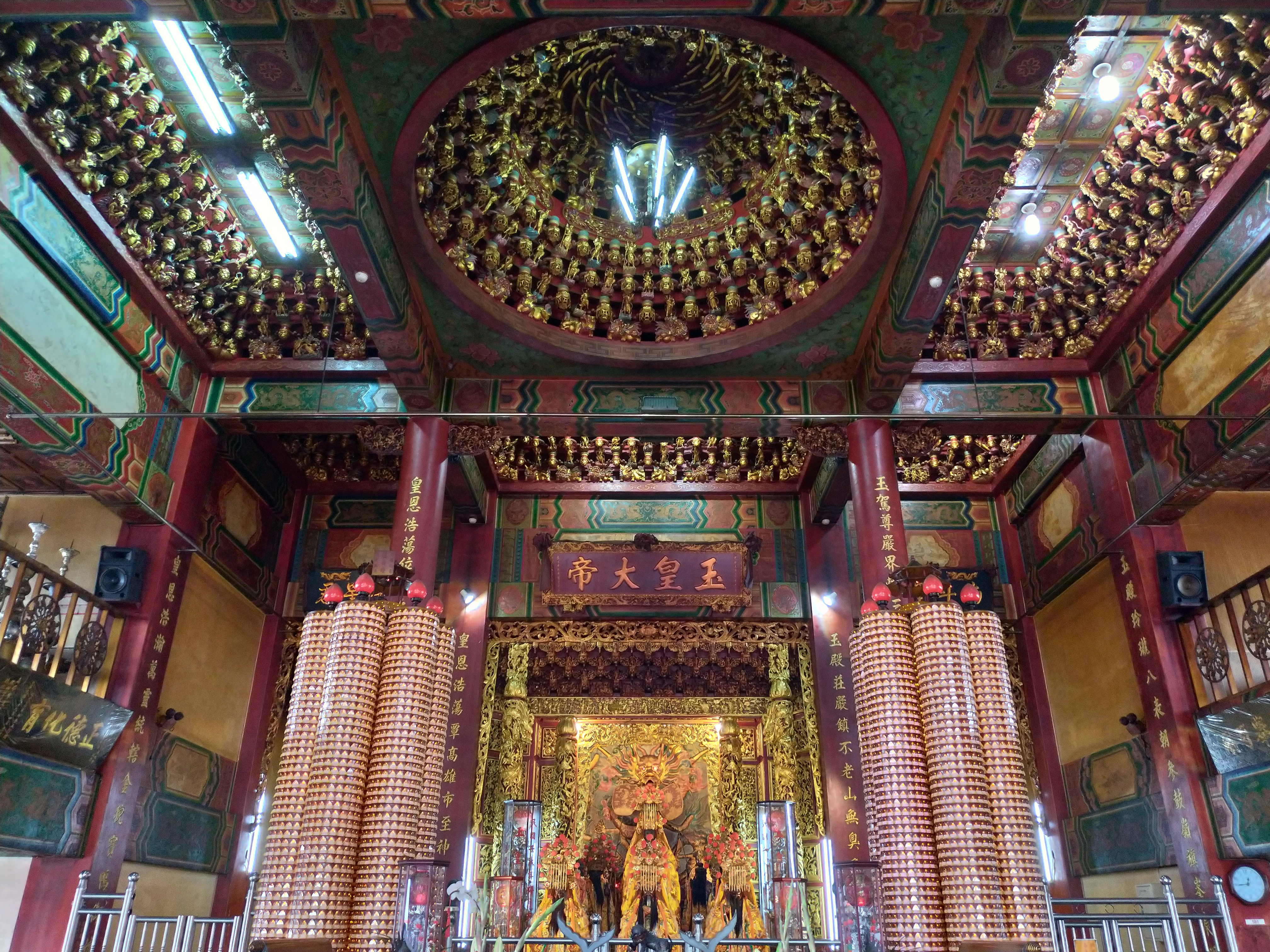
凌霄寶殿天頂為圓形藻井，增添萬仙來朝之神聖。

五樓凌霄寶殿奉祀玉皇大帝，殿前建有一座拜亭，正脊中央三仙，左右為｢五將騎龍｣剪黏。四角四方為四點金柱，前為龍柱，後為花鳥鳳凰柱，亭內上方為圓形藻井。而步口前置有一對石雕龍柱，該龍柱為該廟改建前之舊廟四龍柱之二，因高度不足隧於柱頭上加圓形丹漆石柱。
進入殿內，該殿天頂為四方藻井及圓形藻井，玉帝神像後為泥塑｢九龍圖｣。殿前有一對石雕龍柱，其為舊廟拆除後留下來之四龍柱之二，於龍柱上附上金箔、重立於凌霄寶殿，但同因高度不足，隧於柱頭上加圓形丹漆石柱。是此，舊廟之逾一甲子歷史之四大龍柱，均匯集於凌霄寶殿。該殿東南及西南方為鐘樓與鼓樓，舊廟之鐘鼓亦留置於此。
凌霄寶殿左右廂房上方樓閣為存放祭典儀式古物之樂儀庫，為廟方庫藏之處所庫倉，並無對外界開放。左廂房外側設有一空中花園，栽種奇珍異樹，清幽而典雅。

## 廟宇組織

### 勵善聖諭宣講部

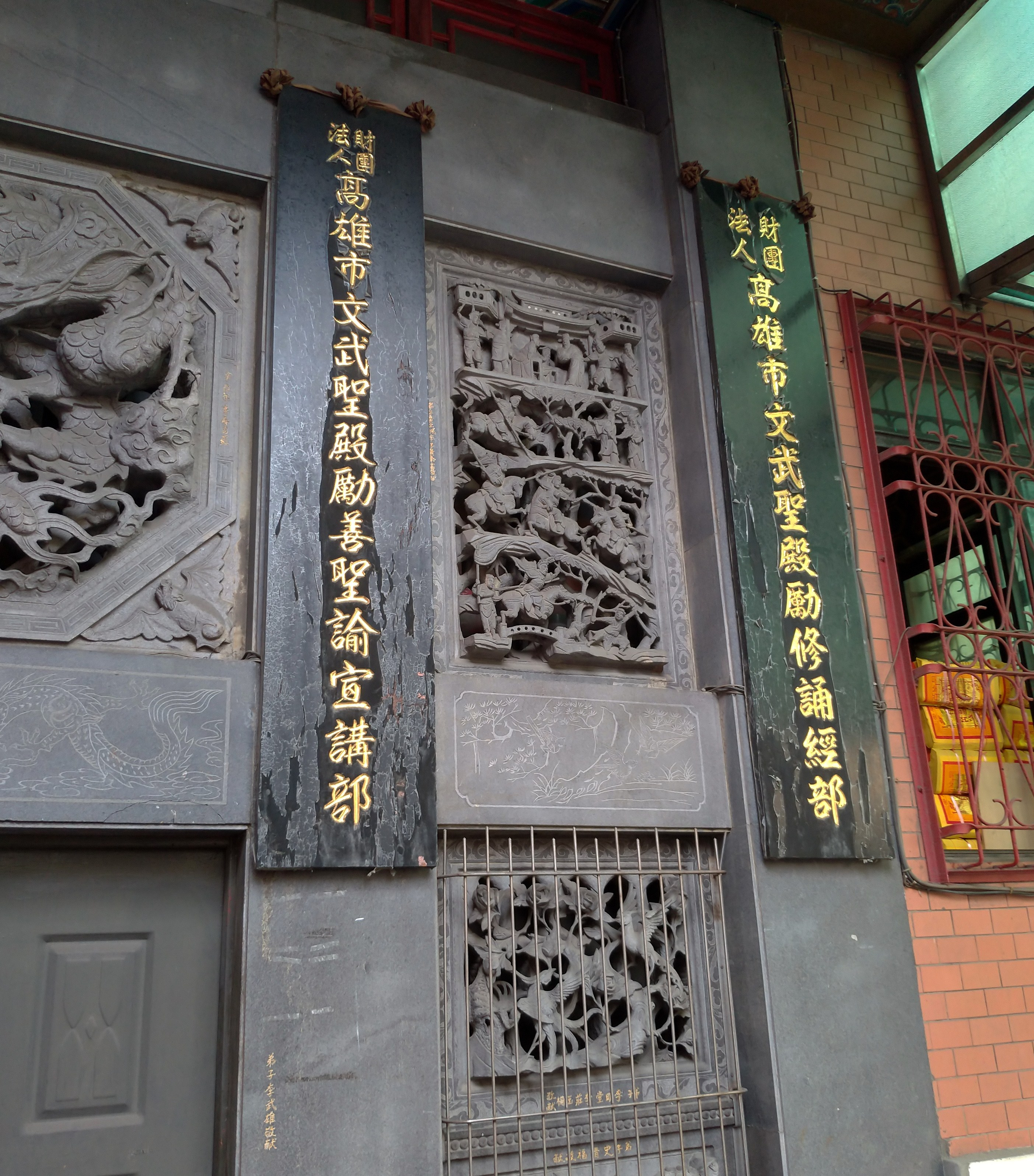
文武聖殿勵善聖諭宣講部及勵修誦經部之牌匾。

該部之前身，為該廟於大正14年(1925年)創立｢鼓善社修德宣講堂｣，已宣講｢聖諭｣、代天佈化為己任，講善勸惡勤行不懈。並於民國45年(1956)年擴大組織，並經政府核准，正名為｢勵善聖諭宣講部｣，此後不僅於高雄市內架設基動講台宣講，更於全國各地佈道，以因果論述三教經典、解渡迷津，並於民國73年獲頒｢全國好人好事團體｣。該部於每年農曆三月初六舉行請指大典，隨即開台宣講，直至農曆十月二十日繳旨結束。每次宣講將布置神案，公請該廟文衡聖帝神位於檯中，是以渡化世人。

### 勵修誦經部

文武聖殿誦經部於該廟凌霄寶殿誦經祈福。

該部創立於民國79年農曆十月二十四日，敦請第64代天師府首席大法師李叔還，為該廟誦經部之起教經師，教授《關聖帝君桃園明聖經》玄門演淨、午供、晚課等科儀。於每月農曆初一、十五日，晚上19:30恭誦《關聖帝君桃園明聖經》；並於該廟諸神誕辰日之晚間整肅壇儀，舉行慶壽禮讚祝壽科儀，禮誦經懺、拜驟寶章。

### 祀禮生
由志工擔任該廟慶典時祀禮事宜，於文衡聖帝大科醮中之｢祀軟筵｣擔任禮生之職位，遵循傳統澎湖古禮侍宴款待來廟作客的諸有廟聖神；並於國曆9月28日祭孔大典擔任儀仗、進獻等科儀款待之禮儀生。

### 樂府(聖樂團)

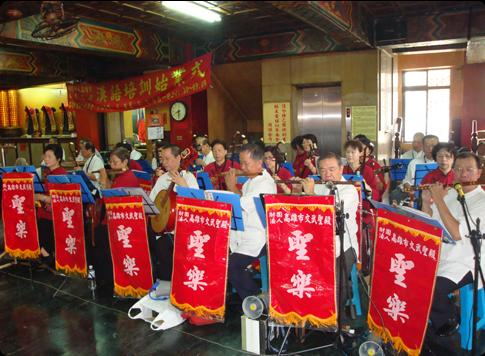
文武聖殿樂府聖樂團，在現餘音不絕之音樂殿堂

樂府之前身為該廟附屬之南管社團｢振雲堂｣，是澎湖旅高南管人活動之重要中心，並由澎湖籍南管大師陳天助進行助教，每凡農曆六月二十四日文衡聖帝誕辰，均會在廟埕舉辦南管大會師，由各門派之南管社團進行演奏，在當時為高雄南管界之一大盛事，惟因高雄市區工商發展變遷，致使南管樂師逐漸凋零，振雲堂也走向歷史。
而在近年，該廟結合志工團體，聘請聖樂之樂師教導志工，並再次復興該廟以往宗教音樂殿堂的榮景，成立樂府聖樂團。聖樂團並於祭典科儀、迎神賽會時擔任演奏之工作，並參予各縣市公益性質之傳統音樂演出。

### 歷代護持人士
該廟於大正10年，由信眾輪祀之方式，以｢頭家爐主｣之方式護持廟務。於昭和2年起，該廟經日本政府登記備案許可，成立管理委員會，由信徒推舉歷屆管理委員，並設｢委員長｣一職護持廟務。民國50年起，該廟向政府變更登記為財團法人體制，由信徒選舉例屆董監事，並設｢董事長｣一職護持廟務。
- 大正10年(1921年)中起 - 由 林阿岩、許鐘、李馬、王元、王必佐擔任頭家爐主，護持廟務。
- 昭和2年(1927年)中起 - 由 許鐘 擔任武聖殿管理委員長，護持廟務。
- 昭和6年(1931年)中起 - 由 陳光燦 擔任武聖殿管理委員長，護持廟務。
- 民國39年(1950年)中起 - 由 郭延 擔任文武聖殿主任委員，護持廟務。
- 民國50年(1961年)中起 - 由 郭延 擔任文武聖殿董事長，護持廟務。
- 民國51年(1962年)中起 - 由 薛步梯 擔任文武聖殿董事長，護持廟務。
- 民國72年(1983年)中起 - 由 黃英雄 擔任文武聖殿董事長，護持廟務。
- 民國88年(1999年)中起 - 由 歐祖鞭 擔任文武聖殿董事長，護持廟務。
- 民國90年(2001年)中起 - 由 蔡鬧護 擔任文武聖殿董事長，護持廟務。
- 民國97年(2008年)中起 - 由 黃綱担(扌旦) 擔任文武聖殿董事長，護持廟務。
- 民國105年(2016年)中起 - 由 蔡明宏 擔任文武聖殿董事長，護持廟務。
- 民國109年(2020年)中起 - 由 黃瑛芳 擔任文武聖殿董事長，護持廟務。

## 社會志業

### 勵學獎助學金

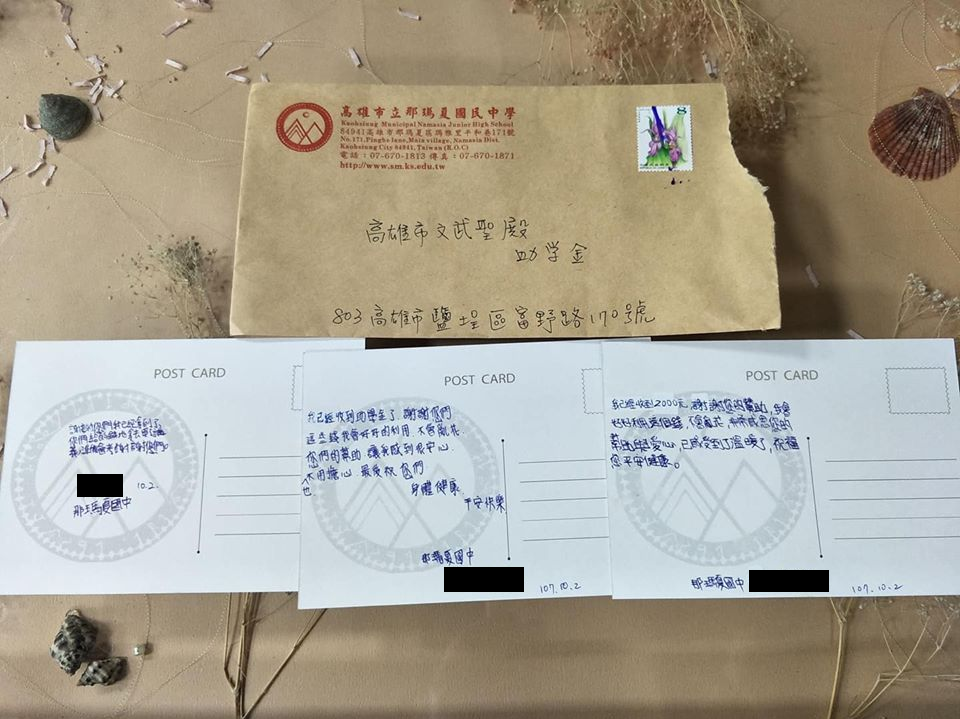
來自那馬夏部落學子，對該廟眾善信愛心的反饋。(本照片翻拍自財團法人高雄市文武聖殿FB專頁)

該廟每年均會舉辦成績優異獎學金及清寒助學金，提供予高雄市校區數名額，獎助清寒勵學之學生、減輕經濟方面些許負擔，使學子能安心砥礪於學業之上。

### 冬令及急難救濟
於每年冬令辦理冬令救濟，捐贈低收清寒、急難家庭及失依者，白米及日常食糧。並予卻有困難、急待救助者，由廟方成員前往實地慰問並提供急難救助金。

### 災難救助
於國內發生重大傷亡事故時，捐助相關單位必要之金錢及物資，如：民國88年921大地震，該廟捐贈新台幣五千萬元於。民國92年集聚志工經衛生署協助設立體溫測量中心，協助及參與抵抗SARS之防治工作。民國93年集聚志工投入南投縣敏督利風災社會救助等。

### 清寒學童寒暑假三餐餐券

該廟將收益投入寒暑假愛心三餐餐券，將各信中的愛心反饋於社會。

鑑於在學期間，清寒學童或能打包營養午餐作為晚餐，但寒假期間將缺乏這項資源。於民國106年起，該廟將信眾香燭、點燈、安太歲等收益，撥出予國小清寒學子，由學校提供需受幫助學生名冊，發行寒假期間三餐餐卷。
學子可憑餐券到配合活動之商家購買食品，再由商將憑券向該廟請款，使清寒學童不用為寒暑假之三餐擔憂也減輕需幫助家庭的負擔。
後因成效確能幫助學童及減輕弱勢家庭負擔，且廟方之收益尚有結餘，該廟便決議擴大辦理愛心餐券，將適用對象拓及國中學子，並於暑假期間也發行愛心餐券，使信眾寄奉之香燭等收益能真正落實及反饋於社會之中。

### 長照捐助
因應社會老齡化社會及長照需求，該廟於民國107年間以｢文武聖殿眾善信｣之名義，捐贈兩輛無障礙設施精備之復康巴士，提供給失能失依者交通上的便利及解決醫療通勤資源之缺乏。

## 外部連結
- 文武聖殿官方網站 （页面存档备份，存于）